# Sony BMG Music Entertainment
A Sony BMG Music Entertainment foi um conglomerado e joint venture que compreendia todos os selos das gravadoras Sony Music e BMG, e é membro do IFPI.

## História
Após assinarem uma carta conjunta de intenções, sendo posteriormente aprovada pelos comitês antitruste, as duas companhias fonográficas, a japonesa Sony Corporation (proprietária da Sony Music, e a alemã Bertelsmann (proprietária da BMG), se fundem criando assim a SONY BMG.
A maior novidade dessa fusão é que selos importantes como Arista Records, Jive Records, RCA Records e Columbia Records dividem o mesmo espaço e mercado mundial em 2002, tendo, portanto, boas chances de vir a superar a Universal Music, que tinha uma fatia de 25,9%.
Em 2008, a Sony comprou a parte do grupo Bertelsmann, que controlava a BMG, e tendo controle total rebatizou o conglomerado como Sony Music Entertainment. A Bertelsmann ainda planeja começar um selo para direitos autorais, BMG Rights Management.
Juntas, a Sony e a BMG tiveram uma participação de 26,7% no mercado fonográfico.
A Sony BMG tem grandes artistas como:
- Arista Records: Avril Lavigne, Alicia Keys, Whitney Houston, T.I., Dido, Gavin DeGraw, Hurricane Chris, Baby Bash, Annie Lennox, Carrie Underwood entre outros.

- Jive Records: Pink, Britney Spears, Ciara, Justin Timberlake, Jordin Sparks, Chris Brown, David Archuleta, T-Pain, Kris Allen entre outros.

- Columbia Records: Adele, Beyoncé, Boys Like Girls, Celine Dion, MGMT, John Mayer, Michelle Williams, Kelly Rowland, Hey Monday entre outros.

- RCA Records: Avril Lavigne, The Strokes, Christina Aguilera, Kesha, Kelly Clarkson, Adam Lambert, Natasha Bedingfield, David Cook, Foo Fighters, Mark Ronson, Katharine McPhee, Janet Devlin entre outros.

- RCA Records Label: Leonardo (cantor), Danni Carlos, Bruno & Marrone entre outros.

- Syco Music: Leona Lewis, One Direction, Susan Boyle, Alexandra Burke entre outros.

- Epic Records: Avril Lavigne, Michael Jackson, Shakira, Sean Kingston, Matisyahu, Mandy Moore entre outros.